# Cavalaire-sur-Mer
Cavalaire-sur-Mer [kavalɛʁ syʁ mɛʁ] ist eine französische Gemeinde mit 7.895 Einwohnern (Stand 1. Januar 2022) an der Mittelmeerküste (Côte d’Azur) im Département Var in der Region Provence-Alpes-Côte d’Azur.

## Geographie

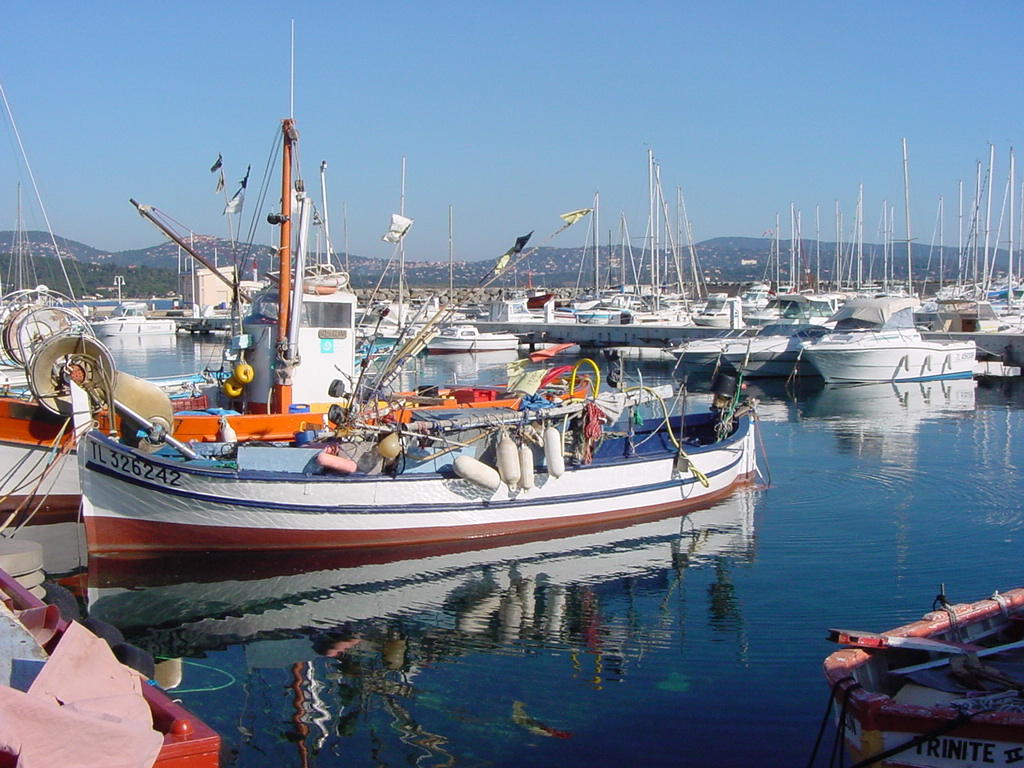
Hafen in der Bucht von Cavalaire

Cavalaire liegt zwischen Saint-Tropez und Le Lavandou an der Mittelmeerküste in der Bucht von Cavalaire. Im Hinterland erhebt sich das Maurenmassiv.
Die Entfernung nach Nizza im Osten und nach Marseille im Westen beträgt jeweils etwa 120 Kilometer. Die Entfernung nach Saint-Tropez in nordöstlicher Richtung beträgt (auf der Straße) etwa 18 Kilometer.
Der Hauptstrand des Badeortes ist ein etwa drei Kilometer langer Sandstrand in der Bucht von Cavalaire, der auf beiden Seiten von steilen Felsklippen begrenzt wird.

## Geschichte
Möglicherweise geht die Geschichte Cavalaires bis auf eine phönizische Siedlung mit dem Namen Héracléa Cacabaria zurück.
Relikte aus gallorömischer Zeit wurden im Ortsteil Pardigon gefunden.
Seit der Lösung von der Gemeinde Gassin im Jahr 1929 ist Cavalaire eine selbständige Gemeinde.
Gegen Ende des Zweiten Weltkrieges war Cavalaire Schauplatz bedeutender militärischer Auseinandersetzungen, als während der Operation Dragoon alliierte Truppen zwischen Cannes und Toulon an der Côte d’Azur landeten. Jährlich wird am 15. August der Befreiung der Region gedacht.

### Bevölkerungsentwicklung
| Jahr      | 1962  | 1968  | 1975  | 1982  | 1990  | 1999  | 2008  | 2020  |
| --------- | ----- | ----- | ----- | ----- | ----- | ----- | ----- | ----- |
| Einwohner | 1.372 | 2.116 | 2.710 | 3.912 | 4.188 | 5.237 | 6.667 | 7.678 |

## Kultur
Auf ein 104 Hektar großes Grundstück auf den Höhen über Cavalaire-sur-Mer fiel die Wahl, als Hendrik Theo Wijdeveld, Erich Mendelsohn und Amédée Ozenfant einen Standort für das Gebäude der von ihnen geplanten Académie Européenne Méditerranée suchten. Nachdem das im Jahr 1933 erworbene Gelände am 16. Juli 1934, kurz vor Baubeginn, durch einen Waldbrand in einen verheerenden Zustand versetzt worden war, scheiterte das Projekt.

## Verkehr

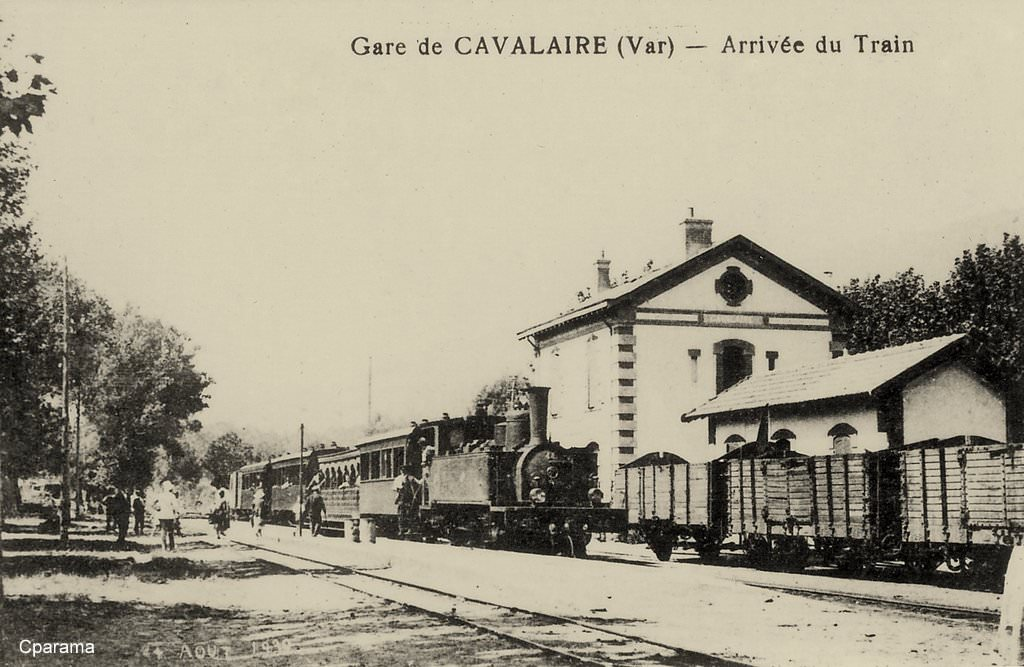
Ehemaliger Bahnhof an der Bahnstrecke Toulon–Saint-Raphaël

Die ehemalige Bahnstrecke Toulon–Saint-Raphaël, auch Train des Pignes genannt, die durch Cavalaire führte, wurde 1948 stillgelegt. Deren Trasse lässt sich aber bis heute von Le Lavandou bis nach Sainte-Maxime verfolgen.
Auf der Straße ist Cavalaire über die Départementsstraße D 559 zu erreichen.
Etwa sechs Kilometer nordwestlich von Cavalaire befindet sich der Flugplatz La Mole (ICAO-Kürzel LFTZ), der von hier aus umständlich zu erreichen ist. Eine geplante Direktverbindung dorthin wurde bislang nicht realisiert.
In Cavalaire existiert ein Yachthafen mit 1200 Liegeplätzen.

## Städtepartnerschaften
Mit folgenden Städten ist Cavalaire eine Städtepartnerschaft eingegangen:
- Pino Torinese im Piemont, Italien (1973)
- Wolfach in Baden-Württemberg, Deutschland (1984)
- New Port Richey in Florida, Vereinigte Staaten (1990)
- Jimei in der Provinz Fujian, Volksrepublik China (2005)
- Santa Margherita Ligure in Ligurien, Italien (2006)